# غرانت سورنسن
غرانت سورنسن (بالإنجليزية: Grant Sorensen)‏ (27 مارس 1982 - ) هو لاعب كرة طائرة أسترالي. شارك في الألعاب الأولمبية الصيفية 2004.

## وصلات خارجية
- غرانت سورنسن على موقع عالم الكرة الطائرة (الإنجليزية)
- غرانت سورنسن على موقع أوليمبيديا (الإنجليزية)
- غرانت سورنسن على موقع اللجنة الأولمبية الأسترالية (الإنجليزية)